# Ватрена риба
Ватрена риба или љубичаста ватрена риба, је врста дарт риба пореклом из тропских вода Пацифика, од Маурицијуса до Самое, северно до оства Рјукју и јужно до Нове Каледоније, која живи на дубинама  између 25-70 метара. Може се наћи испод спрудива, на дну мора у пешчаним деловима, као и у дубљим деловима где су јаке струје. Достиже дужину од 9 центиметара. Ове врсте се углавном налазе у паровима, и моногамни су организми. Хране се планктонима и ситним рачићима. Сакривају се у рупе када се узнемире.
Ватрена риба има танко тело и шаре. Дорзално пераје има 7 бодљи и 27 до 32 меканих зрака, док анално пераје има кичму и 28 до 31 меканих зрака. Глава је љубичасте боје, а боја тела је је жућкаста или беличаста и према репу је постепено затамњене сиве боје. Ребра имају уздужне траке љубичасте, црвене, црне и наранџасте боје. 

## У акваријуму
Ова риба је популарна у гребен акваријумима и отпорна је на болести. Ове рибе су релативно питоме. Држе се у одговарајућим величинама акваријума, медјутим, ако се чува у затвореним круговима, ове рибе могу да се препиру око територије.
Ватрена риба се обично чува у нано гребеним акваријумима.
Ватрене рибе су познате по искакању из воде. Због тога акваристи сматрају да било која врста ових риба треба да буде сигурна, али да акваријум аспиратор неће дозволити ватреној риби скок из резервоара и истицање. Неке врсте ватрених риба се такодје повремено изроде у заробљеништву.